# Axiome de l'ensemble des parties
En mathématiques, l'axiome de l'ensemble des parties est l'un des axiomes de la théorie des ensembles, plus précisément des théories des ensembles de Zermelo et de Zermelo-Fraenkel.
L'axiome affirme l'existence pour tout ensemble E, d'un ensemble auquel appartiennent tous les sous-ensembles de E, et seulement ceux-ci. Un tel ensemble est nommé ensemble des parties de E, d'où le nom de l'axiome.
Cet axiome s'écrit dans le langage formel de la théorie des ensembles, qui est un langage égalitaire du premier ordre avec la relation d'appartenance comme seul symbole primitif non logique.
On peut tout d'abord définir formellement l'inclusion :
A ⊂ B    signifie    ∀ x (x ∈ A ⇒ x ∈ B) .
L'axiome s'écrit alors :
∀E ∃P ∀A (A ∈ P ⇔ A ⊂ E).
qui se lit en français :
Pour tout ensemble E, il existe un ensemble P tel que tout ensemble A est un élément de P si et seulement s’il est une partie de E.
Il n'est pas nécessaire d'énoncer dans l'axiome l'unicité de cet ensemble P pour un E donné. Celle-ci est assurée par l'axiome d'extensionnalité. On peut donc parler de l'ensemble des parties de E, et on note celui-ci habituellement « P(E) » ou « {\displaystyle {\mathcal {P}}(E)} » ; la lettre P gothique « {\displaystyle {\mathfrak {P}}(E)} » a été aussi beaucoup utilisée.

## Rôle de l'axiome
En présence de l'axiome de l'infini, l'axiome de l'ensemble des parties permet de prouver l'existence d'ensembles infinis non dénombrables.
En raison du théorème de Cantor, en itérant l'ensemble des parties sur des ensembles infinis on obtient des ensembles de plus en plus « grands » ; pour cette raison l'axiome renforce considérablement la théorie (voir la hiérarchie cumulative). Or pour des raisons théoriques on peut avoir besoin d'une axiomatique faible, ainsi la théorie des ensembles de Kripke-Platek, qui permet de caractériser certaines classes d'ensembles et d'ordinaux, ne comprend pas cet axiome.
En contrepartie, il peut être utile d'ajouter les entiers comme éléments primitifs (ur-elements). Pour prendre un exemple très simple, la logique du second ordre, que l'on peut voir comme une théorie des ensembles très faible, n'a pas d'équivalent de l'axiome de l'ensemble des parties. Mais si on a les entiers (donnés par exemple par 0 et un symbole pour le successeur) dans le langage, on peut développer l'arithmétique du second ordre, et donc, avec quelques axiomes, une théorie suffisante pour l'analyse réelle usuelle (on a les entiers et les ensembles d'entiers, mais pas les ensembles d'ensembles d'entiers).
Il a été démontré que la théorie ZF privée de l'axiome de l'ensemble des parties admet une interprétation dans la théorie Z privée de cet axiome.
En théorie des types, les sous-ensembles d'un ensemble E sont d'un type différent, plus complexe, que les éléments de E.